# Blotzheim
Blotzheim település Franciaországban, Haut-Rhin megyében. Lakosainak száma 5077 fő (2022. január 1.). Blotzheim Bartenheim, Saint-Louis, Hésingue, Michelbach-le-Bas és Brinckheim községekkel határos.

## Népesség
A település népességének változása:
| Lakosok száma | 4364 | 4466 | 4573 | 4526 | 4593 | 4661 | 4777 | 4947 | 5077 |
|               | 2013 | 2015 | 2016 | 2017 | 2018 | 2019 | 2020 | 2021 | 2022 |